# Liste der Kulturdenkmäler in Staufenberg (Hessen)
Die folgende Liste enthält die in der Denkmaltopographie ausgewiesenen Kulturdenkmäler auf dem Gebiet  der  Stadt Staufenberg, Landkreis Gießen, Hessen.
Hinweis: Die Reihenfolge der Denkmäler in dieser Liste orientiert sich zunächst an Stadtteilen und anschließend der Anschrift, alternativ ist sie auch nach der Bezeichnung, der vom Landesamt für Denkmalpflege vergebenen Nummer oder der Bauzeit sortierbar.
Kulturdenkmäler werden fortlaufend im Denkmalverzeichnis des Landes Hessen durch das Landesamt für Denkmalpflege Hessen auf Basis des Hessischen Denkmalschutzgesetzes (HDSchG) geführt. Die Schutzwürdigkeit eines Kulturdenkmals hängt nicht von der Eintragung in das Denkmalverzeichnis des Landes Hessen oder der Veröffentlichung in der Denkmaltopographie ab.

Das Vorhandensein oder Fehlen eines Objekts in dieser Liste ist keine rechtsverbindliche Auskunft darüber, ob es Kulturdenkmal ist oder nicht: Diese Liste entspricht möglicherweise nicht dem aktuellen Stand der offiziellen Denkmaltopographie. Diese ist für Hessen in den entsprechenden Bänden der Denkmaltopographie Bundesrepublik Deutschland und im Internet unter DenkXweb – Kulturdenkmäler in Hessen einsehbar. Auch diese Quellen sind, obwohl sie durch das Landesamt für Denkmalpflege Hessen aktualisiert werden, nicht immer aktuell, da es im Denkmalbestand immer wieder Änderungen gibt.
Eine verbindliche Auskunft erteilt allein das Landesamt für Denkmalpflege Hessen.
Nutze diese Kartenansicht, um Koordinaten in der Liste zu setzen. In dieser Kartenansicht sind Kulturdenkmale ohne Koordinaten mit einem roten bzw. orangen Marker dargestellt und können in der Karte gesetzt werden. Kulturdenkmale ohne Bild sind mit einem blauen bzw. roten Marker gekennzeichnet, Kulturdenkmale mit Bild mit einem grünen bzw. orangen Marker.

## Kulturdenkmäler nach Ortsteilen

### Staufenberg
| Bild                                          | Bezeichnung                     | Lage | Beschreibung | Bauzeit   | Objekt-Nr. |
| --------------------------------------------- | ------------------------------- | --- | --- | --------- | ---------- |
| Gesamtanlage Staufenberg                      | Gesamtanlage Staufenberg        | Burggasse, Hintergasse, Mittelgasse, Obergasse, Vorstadt Lage | |           | 49036 DDB  |
| Bild gesucht BW                               | Brunnenanlage                   | Beim Brunnen LageFlur: 7, Flurstück: 347 | |           | 65636 DDB  |
| Hessisches Kulturdenkmal mit der Nummer 49056 | Wasserpumpe                     | Burggarten LageFlur: 7, Flurstück: 306/4 | |           | 49056 DDB  |
| Bild gesucht BW                               | Sachgesamtheit Stadtbefestigung | Burggasse 1, Burggasse, Burggasse 3, Obergasse 15, Obergasse 9, Obergasse 5, Obergasse 1, Vorstadt 2 LageFlur: 1, Flurstück: 251/2, 41, 42, 43, 50, 55, 63, 66/1 | |           | 49037 DDB  |
|                                               |                                 | Burggasse 4 LageFlur: 1, Flurstück: 30 | | 1742      | 49038 DDB  |
|                                               |                                 | Burggasse 5 LageFlur: 1, Flurstück: 38 | | 18. Jh.   | 49039 DDB  |
| weitere Bilder                                | Burg Staufenberg                | Burggasse 10, Am Berg, An der Burg, Der Staufenberg, Auf dem Berg LageFlur: 1, Flurstück: 1/2, 1/1, 2, 8/3, 8/4, 9, 10/2, 351                                    | | 12. Jh.   | 49040 DDB  |
| weitere Bilder                                |                                 | Hintergasse 2 LageFlur: 1, Flurstück: 107/1 | | 18. Jh.   | 49041 DDB  |
|                                               |                                 | Hintergasse 4 LageFlur: 1, Flurstück: 109 | | Um 1700   | 49042 DDB  |
|                                               |                                 | Hintergasse 9 LageFlur: 1, Flurstück: 131 | | 18. Jh.   | 49043 DDB  |
|                                               |                                 | Hintergasse 11 LageFlur: 1, Flurstück: 134/1 | | 18. Jh.   | 49044 DDB  |
| Bild gesucht BW                               |                                 | Hintergasse 24 LageFlur: 1, Flurstück: 148 | |           | 49045 DDB  |
| Bild gesucht BW                               |                                 | Mittelgasse 5 LageFlur: 1, Flurstück: 18 | |           | 49046 DDB  |
|                                               |                                 | Obergasse 1 LageFlur: 1, Flurstück: 57/1 | | 18. Jh.   | 49047 DDB  |
| weitere Bilder                                |                                 | Obergasse 3 LageFlur: 1, Flurstück: 56 | |           | 49048 DDB  |
| weitere Bilder                                | Backhaus                        | Obergasse 6 LageFlur: 1, Flurstück: 21 | | 1840      | 49049 DDB  |
| weitere Bilder                                | Spritzenhaus                    | Obergasse 10 LageFlur: 1, Flurstück: 26 | |           | 49050 DDB  |
|                                               |                                 | Obergasse 11 LageFlur: 1, Flurstück: 52/2 | | 18. Jh.   | 49051 DDB  |
| weitere Bilder                                | Ehem. Rathaus und Scheune       | Obergasse 12 LageFlur: 1, Flurstück: 28 | Hofanlage aus einem ehem. als Rathaus genutzten Wohnhaus, dessen Fachwerk auf das frühe 18. Jh. datiert wird, und einer Scheune, die laut einer Inschrift 1784 erbaut wurde.                                                                   | 18. Jh.   | 49052 DDB  |
| Gedenkstein Heidenkönig                       | Gedenkstein Heidenkönig         | Strackeloh LageFlur: 15, Flurstück: 69/8 | Auf einem Hügelgrab errichteter Gedenkstein in Form einer Stele aus Lungstein auf gestuftem Sockel. Inschrift: Hier ruht der stolze Heidenkönig der dem Glauben seiner Väter treu für seine grossen alten Götter fiel und in Walhalla einging. | 19. Jh.   | 65621 DDB  |
| Torturm                                       | Torturm                         | Vorstadt 1 LageFlur: 1, Flurstück: 108 | | 1401      | 49053 DDB  |
|                                               |                                 | Vorstadt 11 LageFlur: 1, Flurstück: 83/9 | |           | 49054 DDB  |
| weitere Bilder                                | Ehem. Schule                    | Vorstadt 15 LageFlur: 7, Flurstück: 177/2 | Als Heimatmuseum genutzt | Nach 1900 | 49055 DDB  |

### Daubringen
| Bild            | Bezeichnung                  | Lage                                             | Beschreibung | Bauzeit | Objekt-Nr. |
| --------------- | ---------------------------- | ------------------------------------------------ | ------------ | ------- | ---------- |
| Bild gesucht BW | Gesamtanlage Gießener Straße | Gießener Straße, Großgasse Lage                  |              |         | 49007 DDB  |
| Bild gesucht BW | Wasserhochbehälter           | Buchäcker LageFlur: 8, Flurstück: 111            |              | 1965    | 119238 DDB |
| Bild gesucht BW | Wasserhochbehälter           | Buchäcker LageFlur: 8, Flurstück: 111            |              | 1908    | 119237 DDB |
| Bild gesucht BW | Wiegehäuschen                | Gießener Straße 9 LageFlur: 1, Flurstück: 556/1  |              |         | 49008 DDB  |
| Scholdesse      | Scholdesse                   | Gießener Straße 17 LageFlur: 1, Flurstück: 549   |              | 18. Jh. | 49009 DDB  |
|                 |                              | Gießener Straße 30 LageFlur: 1, Flurstück: 470/2 |              | 18. Jh. | 49010 DDB  |
|                 |                              | Gießener Straße 36 LageFlur: 1, Flurstück: 475   |              | 18. Jh. | 49011 DDB  |
|                 |                              | Gießener Straße 62 LageFlur: 1, Flurstück: 493/1 |              | Um 1949 | 119236 DDB |
| Ehem. Mühle     | Ehem. Mühle                  | Großgasse 13 LageFlur: 1, Flurstück: 578/13      |              |         | 49012 DDB  |
| Backhaus        | Backhaus                     | Waldstraße LageFlur: 1, Flurstück: 290/2         |              |         | 49013 DDB  |

### Mainzlar
| Bild            | Bezeichnung   | Lage                                                   | Beschreibung                                                                                               | Bauzeit | Objekt-Nr. |
| --------------- | ------------- | ------------------------------------------------------ | --- | ------- | ---------- |
| weitere Bilder  | Bahnhof       | Am Bahnhof 5 LageFlur: 5, Flurstück: 291/14            | | 1902    | 49015 DDB  |
| Bild gesucht BW | Wasserturm    | Am Erlenberg LageFlur: 5, Flurstück: 41/2              | | 20. Jh. | 49032 DDB  |
| Bild gesucht BW | Brunnenhaus   | An den Erlen LageFlur: 8, Flurstück: 63/2              | | 1913    | 49033 DDB  |
|                 |               | Brunnenstraße 2 LageFlur: 1, Flurstück: 152/2          | | 18. Jh. | 49016 DDB  |
|                 |               | Brunnenstraße 8 LageFlur: 1, Flurstück: 146            | | 1799    | 49017 DDB  |
| Ehem. Rathaus   | Ehem. Rathaus | Brunnenstraße 15 LageFlur: 1, Flurstück: 126/3         | Heute ev. Gemeindehaus                                                                                     | 1880    | 49018 DDB  |
| weitere Bilder  | Ev. Kirche    | Brunnenstraße 17 LageFlur: 1, Flurstück: 121/1         | Saalkirche auf rechteckigem Grundriss mit achtseitigem Dachreiter und eingezogenem, längsrechteckigem Chor | 12. Jh. | 49019 DDB  |
|                 |               | Daubringer Straße 16 LageFlur: 1, Flurstück: 187/1     | | 18. Jh. | 49020 DDB  |
| Bild gesucht BW |               | Hachborner Straße 2 LageFlur: 1, Flurstück: 54/1       | | 18. Jh. | 49022 DDB  |
| Bild gesucht BW | Schule        | Hachborner Straße 6 LageFlur: 1, Flurstück: 56/3, 56/4 | | 1906/07 | 49023 DDB  |
|                 |               | Treiser Straße 1 LageFlur: 1, Flurstück: 205           | | 18. Jh. | 49024 DDB  |
|                 |               | Treiser Straße 2 LageFlur: 1, Flurstück: 104           | | 17. Jh. | 49025 DDB  |
|                 |               | Treiser Straße 4 LageFlur: 1, Flurstück: 103           | | 19. Jh. | 49026 DDB  |
|                 |               | Treiser Straße 13 LageFlur: 1, Flurstück: 214/1        | | 18. Jh. | 49027 DDB  |
|                 |               | Treiser Straße 28 LageFlur: 1, Flurstück: 76           | |         | 49028 DDB  |
|                 |               | Treiser Straße 29 LageFlur: 1, Flurstück: 231          | | 1878    | 49029 DDB  |
| Backhaus        | Backhaus      | Treiser Straße 30 LageFlur: 1, Flurstück: 46           | | 19. Jh. | 49030 DDB  |
|                 |               | Treiser Straße 32 LageFlur: 1, Flurstück: 47           | |         | 49031 DDB  |

### Treis an der Lumda
| Bild                                            | Bezeichnung                        | Lage                                                                  | Beschreibung | Bauzeit     | Objekt-Nr. |
| ----------------------------------------------- | ---------------------------------- | --------------------------------------------------------------------- | --- | ----------- | ---------- |
| Direkt vor der Kirche verläuft die Hauptstrasse | Gesamtanlage historischer Ortskern | Bahnhofstraße, Hauptstraße, Kirchstraße, Pfarrstraße, Untergasse Lage | |             | 49058 DDB  |
| Bild gesucht BW                                 | Gesamtanlage Bahnhofstraße         | Bahnhofstraße Lage                                                    | |             | 49059 DDB  |
| Bild gesucht BW                                 | Gesamtanlage Hauptstraße I         | Hauptstraße Lage                                                      | |             | 49060 DDB  |
| Bild gesucht BW                                 | Gesamtanlage Hauptstraße II        | Hauptstraße, Hohlstraße, Mühlgasse, Weinbergstraße Lage               | |             | 49061 DDB  |
| weitere Bilder                                  | Burg Milchling (Neuer Stock)       | Am Edelgarten 7 LageFlur: 7, Flurstück: 414/1                         | Alternativname: Burg Ellhaus |             | 49063 DDB  |
| weitere Bilder                                  | Burg Milchling (Alter Stock)       | Am Edelgarten 8 LageFlur: 1, Flurstück: 413/4                         | Alternativname: Burg Ellhaus | 13. Jh.     | 49065 DDB  |
| Bild gesucht BW                                 | Wasserbehälter                     | Am Hasengarten 23 LageFlur: 14, Flurstück: 97/1                       | | 1907        | 49064 DDB  |
| weitere Bilder                                  | Sachgesamtheit Jüdischer Friedhof  | Auf dem Weinberg LageFlur: 1, Flurstück: 489/22                       | |             | 49062 DDB  |
| Bild gesucht BW                                 |                                    | Bahnhofstraße 1 LageFlur: 1, Flurstück: 314                           | | 1854        | 49066 DDB  |
| Bild gesucht BW                                 |                                    | Bahnhofstraße 9, Bahnhofstraße 9a LageFlur: 1, Flurstück: 34/3, 34/4  | | 1853        | 49067 DDB  |
|                                                 |                                    | Bahnhofstraße 17 LageFlur: 1, Flurstück: 381/1                        | | 1844        | 49068 DDB  |
| weitere Bilder                                  | Bahnhof                            | Bahnhofstraße 35 LageFlur: 1, Flurstück: 780/9                        | | 1902        | 49069 DDB  |
| Bild gesucht BW                                 | Alte Schule                        | Großen-Busecker Straße 1 LageFlur: 1, Flurstück: 341/11               | | 1880        | 49071 DDB  |
| Bild gesucht BW                                 |                                    | Hauptstraße 3 LageFlur: 1, Flurstück: 121/6                           | | 18. Jh.     | 49072 DDB  |
| Obermühle                                       | Obermühle                          | Hauptstraße 14 LageFlur: 1, Flurstück: 108/4                          | | 18. Jh.     | 49073 DDB  |
| Bild gesucht BW                                 |                                    | Hauptstraße 19 LageFlur: 1, Flurstück: 440/4                          | | 18. Jh.     | 49074 DDB  |
| Bild gesucht BW                                 |                                    | Hauptstraße 22 LageFlur: 1, Flurstück: 100/1                          | | 18. Jh.     | 49075 DDB  |
| Bild gesucht BW                                 |                                    | Hauptstraße 25 LageFlur: 1, Flurstück: 132/1                          | | 18. Jh.     | 49076 DDB  |
| Bild gesucht BW                                 |                                    | Hauptstraße 26 LageFlur: 1, Flurstück: 92/1                           | | 18. Jh.     | 49077 DDB  |
| weitere Bilder                                  | Burg und Amtshaus                  | Hauptstraße 46, Hauptstraße LageFlur: 1, Flurstück: 74/1, 795/1       | siehe auch Justizamt Treis | 1550        | 49078 DDB  |
| Bild gesucht BW                                 |                                    | Hauptstraße 54 LageFlur: 1, Flurstück: 46                             | |             | 49079 DDB  |
| weitere Bilder                                  | Ev. Kirche mit Kirchhof            | Hauptstraße 55 LageFlur: 1, Flurstück: 2/2                            | einschiffiges Langhaus auf längsrechteckigem Grundriss mit annähernd quadratischem Ostchor, an dessen Südseite ein quadratischer Turm vorgebaut ist; spätromanische wie gotische Stilelemente an allen drei Baukörpern | 13. Jh.     | 49080 DDB  |
| Bild gesucht BW                                 |                                    | Hauptstraße 57 LageFlur: 1, Flurstück: 14/2                           | |             | 49081 DDB  |
| Bild gesucht BW                                 |                                    | Hauptstraße 60 LageFlur: 1, Flurstück: 21                             | | 1808        | 49082 DDB  |
| Bild gesucht BW                                 |                                    | Hauptstraße 62 LageFlur: 1, Flurstück: 20/3                           | |             | 49083 DDB  |
| Bild gesucht BW                                 |                                    | Hauptstraße 67 LageFlur: 1, Flurstück: 188/1                          | | 18. Jh.     | 49084 DDB  |
| Bild gesucht BW                                 |                                    | Hauptstraße 75 LageFlur: 1, Flurstück: 187/1                          | | 18. Jh.     | 49085 DDB  |
| Bild gesucht BW                                 |                                    | Hauptstraße 78 LageFlur: 1, Flurstück: 312/1                          | | 18. Jh.     | 49086 DDB  |
| Bild gesucht BW                                 |                                    | Hauptstraße 93 LageFlur: 1, Flurstück: 246                            | | 18. Jh.     | 49087 DDB  |
| Bild gesucht BW                                 |                                    | Hauptstraße 96 LageFlur: 1, Flurstück: 287/1                          | | 18. Jh.     | 49088 DDB  |
| weitere Bilder                                  |                                    | Hohlstraße 9 LageFlur: 1, Flurstück: 208                              | | 1809        | 49089 DDB  |
| Bild gesucht BW                                 |                                    | Kirchstraße 3 LageFlur: 1, Flurstück: 9                               | | Um 1700     | 49090 DDB  |
| Bild gesucht BW                                 |                                    | Kirchstraße 15, Kirchstraße 17 LageFlur: 1, Flurstück: 164/1, 164/2   | | 18. Jh.     | 49091 DDB  |
| Bild gesucht BW                                 | Lumdabrücke                        | Lumda LageFlur: 1, Flurstück: 887/3                                   | | 1906        | 49070 DDB  |
| Bild gesucht BW                                 |                                    | Mühlgasse 4, Mühlgasse 6 LageFlur: 1, Flurstück: 298, 299             | | 18. Jh.     | 49092 DDB  |
| Bild gesucht BW                                 |                                    | Mühlgasse 5 LageFlur: 1, Flurstück: 291/1                             | | 18. Jh.     | 49093 DDB  |
| Bild gesucht BW                                 |                                    | Mühlgasse 7 LageFlur: 1, Flurstück: 535/7                             | | Vor 1520    | 49094 DDB  |
| Bild gesucht BW                                 |                                    | Pfarrstraße 10 LageFlur: 1, Flurstück: 159                            | |             | 49095 DDB  |
| Bild gesucht BW                                 |                                    | Pfarrstraße 38 LageFlur: 1, Flurstück: 139/1                          | | Um 1770     | 49096 DDB  |
| Bild gesucht BW                                 |                                    | Untergasse 1, Untergasse 2 LageFlur: 1, Flurstück: 29/2, 30/1         | | 18. Jh.     | 49097 DDB  |
| Bild gesucht BW                                 |                                    | Untergasse 4 LageFlur: 1, Flurstück: 327/1                            | | 19. Jh.     | 49098 DDB  |
| Bild gesucht BW                                 |                                    | Untergasse 9 LageFlur: 1, Flurstück: 310/1                            | | 17. Jh.     | 49099 DDB  |
| Spritzenhaus                                    | Spritzenhaus                       | Weiherstraße 1 LageFlur: 1, Flurstück: 846/7                          | | 1951        | 49100 DDB  |
| weitere Bilder                                  |                                    | Weinbergstraße 4 LageFlur: 1, Flurstück: 227/3                        | | 18./19. Jh. | 49101 DDB  |
| weitere Bilder                                  |                                    | Weinbergstraße 6 LageFlur: 1, Flurstück: 231                          | | 18. Jh.     | 49102 DDB  |